# Katie Ryder Richardson
Katie Ryder Richardson (* 4. Juni 1969 in Aylesbury, Buckinghamshire) ist eine britische Schauspielerin.
Richardson ist die Cousine der Schauspielerin Anna Rider-Richardson. Seit 1997 ist sie mit Ben Smith verheiratet.
1989 schloss sie die Cordon bleu Kochschule ab. Mit 25 Jahren begann sie ein Schauspielstudium an der Poor School in Kings Cross London. 2001 war sie in der Jägermeisterwerbung zu sehen. Aktuell betreibt sie Cateringunternehmen.

## Filmographie (Auswahl)
- 1998: Rosamunde Pilcher: Heimkehr
- 1998: The Cater Street Hangman
- 1999: Rosamunde Pilcher: Das große Erbe
- 2002: Holby City
- 2002: Doctors
- 2006: Heartbeat